# Place Pirmil
Pour les articles homonymes, voir Pirmil (homonymie).
La place Pirmil est située à Nantes, en France.

## Situation et accès
La place se trouve sur la rive sud de la Loire, dans le quartier Nantes Sud, au débouché du pont de Pirmil, qui la relie à la place Victor-Mangin sur la rive nord. La place Pirmil est longée à l'est par la rue Saint-Jacques, à l'ouest par la rue Dos-d'Âne et au sud par la rue Esnoul-des-Châtelets. Elle est rejointe au nord-est par la côte Saint-Sébastien.
La place Pirmil abrite la station Pirmil, commune aux lignes 2 et 3 du tramway de Nantes, ainsi que de nombreuses lignes de bus de la Semitan.

## Origine du nom
L'étymologie du nom de la place n'est pas clairement définie. Pirmil a été orthographié Pilemil, Piremy et Piremil. Une hypothèse est parfois privilégiée, celle de la déformation de Pila miliaria, terme latin désignant une pierre ou borne milliaire, supposée avoir été installée par les Romains. La présence d'un moulin servant à piler le mil est également parfois évoquée (pil-mil).
Le nom de « place de Pirmil » a été également donné avant 1886 à l'actuelle place Victor-Mangin situé à l'extrémité nord du pont de Pirmil sur la rive opposée de la Loire.

## Historique
Le site est historiquement le point d'accès à la ligne de ponts qui conduit à la cité nantaise, et de ce fait un point stratégique, peut-être aménagé dès l'antiquité. Le pont de Pirmil, construit au Moyen Âge, était défendu, au nord-est de l'actuelle place, par le château de Pirmil, désaffecté au XVIIe siècle et dont des vestiges ont subsisté jusqu'au XIXe siècle.
Les bombardements lors de la Seconde Guerre mondiale touchent la place, qui est limitée à un rectangle, au nord de l'esplanade actuelle. Les choix urbanistiques de l'après-guerre entraînent la disparition de l'habitat.
Jusqu'en 1966, la place est toujours un lieu de passage obligé pour transiter entre les parties sud et nord de la métropole nantaise, le pont de Pirmil étant le seul point de franchissement ; la place Pirmil est alors un carrefour routier important.
Les zones en friche suscitent l'intérêt des urbanistes. La place est entourée de zones inondables mais, après la création des groupements de logements sociaux à Bellevue, au Perray, aux Dervallières, au Breil, à la Boissière, au Port-Boyer ou au Pin-Sec, le percement de la deuxième ligne de ponts et la construction de la cité du Clos-Taureau un peu au sud-est de Pirmil, un projet est formalisé avec la création de la zone d'aménagement de Pirmil, en 1969. De ce plan, seules les tours Greleaud (résidence des Bords de Sèvre, rue Gabriel-Goudy), hautes de 16 étages, ont été réalisées, en bordure de la Sèvre.
En 1973, une nouvelle étude est lancée, dont la partie ouest de la place est exclue. En 1975, une ZAC, comprenant HLM et PLR, le centre commercial du châtelet, couvrant 5 000 m2, et un groupe scolaire, qui ne sera pas réalisé. La zone en bordure de Sèvre est remblayée. Les travaux s'achèvent en 1977.
L'accroissement de la circulation urbaine conduit à la destruction de l'habitat à l'ouest de la place, pour permettre l'élargissement de la rue du Dos-d'Âne (lié au doublement du pont de Pont-Rousseau), et l'installation d'un autopont, mesures qui s'avèreront insuffisante pour assurer un trafic fluide.
L'espace laissé libre par la destruction des habitations à l'est de la rue du Dos-d'Âne permet la création d'un marché et l'installation d'une fontaine sculptée monumentale, œuvre de Mourad Horch, en 1979.
En septembre 1984, l'AURAN mène une nouvelle étude concernant le quartier autour de la place Pirmil. Le site est qualifié de « col routier régional », et la volonté est alors de changer la fonction urbaine de l'esplanade, orientation rendue possible par la construction des pont de Bellevue et celle à venir du pont de Cheviré. Un ambitieux projet immobilier voit le jour. Formalisé en 1985, il fait de Pirmil une réponse architecturale à la place Victor-Mangin. Il prévoit une surface de 23 000 m2 de logements (230 appartements), 35 000 m2 de bureaux, de commerces et locaux destinés aux loisirs. Ce projet prévoyait le passage du tramway, dont la première ligne venait d'être ouverte avec succès, sur une place Pirmil qui aurait alors retrouvé ses limites historiques, et voulait faire de la place une porte d'entrée de la ville, matérialisée par la construction d'un bâtiment double enjambant la rue du Dos-d'Âne en bord de Sèvre.
Cet ambitieux projet, mis au second plan par l'aménagement du quartier Madeleine-Champ de Mars, est finalement abandonné après 1989.
Entre 1991 et 1992, la place est aménagée pour accueillir une importante station de transports en commun (tramway, bus). La Ville de Nantes confie alors la conception de la place au cabinet d'architectes TETRARC (Bertreux, Boeffard, Jolly, Macé (architectes) et D. Rousseau (architecte assistante)). L'aménagement de l'infrastructure de la place a coûté 17,50 millions €, la station et le marché couvert ont coûté 5,40 millions €. La place est également ornée d'une sculpture monumentale, L'Homme qui marche, de Gérard Voisin (1993).

## Bâtiments remarquables et lieux de mémoire

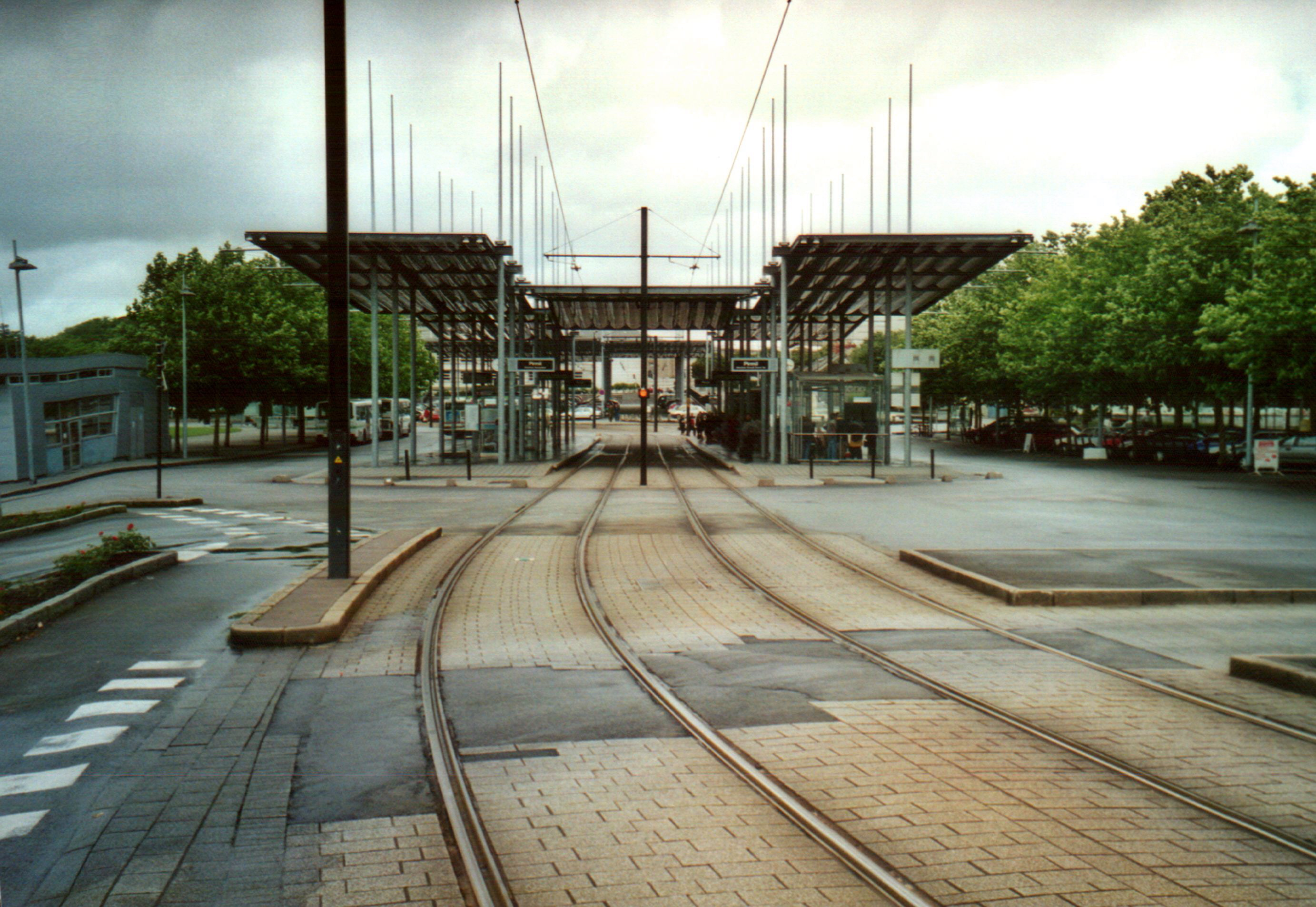
Le pôle d'échanges Pirmil en 2001.

Les seules installations sur la place sont le marché couvert et la station de transports en commun. Ils ont été conçus sur le même plan d'ensemble. Les deux sont étroitement liés par leur fonction. Le marché fait la plupart du temps office d'aire de stationnement[pas clair] relai pour encourager l'emploi des bus et tramways dans le centre-ville. Cet ensemble est le premier d'une telle ampleur conçu dans le cadre de la mise en place du tramway nantais. Les architectes ont été guidés par le désir de réaliser un équilibre entre la place nécessaire à une station de grande taille, la présence du « nœud routier » au niveau du pont de Pirmil, et la présence visuelle d'immeubles de sept à onze étages. Les constructions de la place ont donc été réalisées sans parois opaques. Des piliers métalliques supportent un ensemble de grandes plaques, le tout pouvant évoquer des mâts et des toiles d'acier, en rapport avec l'histoire fluviale et maritime de la ville.